# Stephen Ferris
Stephen Ferris (* 2. August 1985 in Portadown, Nordirland) ist ein ehemaliger irischer Rugby-Union-Spieler, der auf den Positionen Flügelstürmer und Nummer Acht spielte.

## Karriere

### Verein
Ferris begann mit 13 Jahren mit dem Rugbysport. Er wurde als Jugendlicher in die Akademie Ulsters aufgenommen und spielte im Jahr 2005 erstmals in der Magners League. Bei Ulster in Belfast war er bis zu seinem Karriereende 2014 unter Vertrag.

### Nationalmannschaft
Die erste Berufung in eine Nationalmannschaft Irlands erhielt Ferris zum ersten Mal 2006 nahm er im selben Jahr an der Weltmeisterschaft dieser Altersklasse teil. Sein Debüt für die Herrennationalmannschaft gab er im November 2006 gegen die Pacific Islanders und war Teil des Kaders zur Weltmeisterschaft 2007, wurde jedoch nicht eingesetzt. Beim Grand Slam der Iren bei den Six Nations 2009 gehörte er in allen Spielen zur Startformation und wurde folglich auch für die Südafrika-Tour der British and Irish Lions berücksichtigt. Er musste die Lions jedoch aufgrund einer Knieverletzung vorzeitig verlassen.